# Prolacertiformes
De Prolacertiformes zijn een groep reptielen behorend tot de Archosauromorpha.
De orde Prolacertiformes werd in 1945 benoemd door Charles Lewis Camp. Ze ontstonden in het Midden-Perm, maar in het Trias bereikten ze hun hoogtepunt. Ze leken op grote hagedissen met soms lange nekken of vleugelachtige structuren tussen de poten. Het is daarom gespeculeerd dat zij de voorouders van de pterosauriërs zouden zijn. De Prolacertiformes zijn nauw verwant aan de Avicephala en zij vormen samen de zustergroep van de Choristodera, de Trilophosauria, de Rhynchosauria, de primitieve families van de Archosauromorpha en de Archosauria. Er zijn vier families bekend:
- Prolacertidae
- Protorosauridae
- Sharovipterygidae
- Tanystropheidae

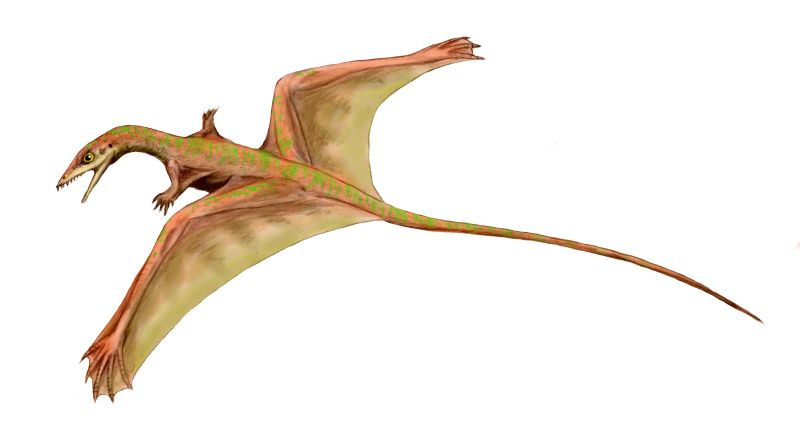
Sharovipteryx
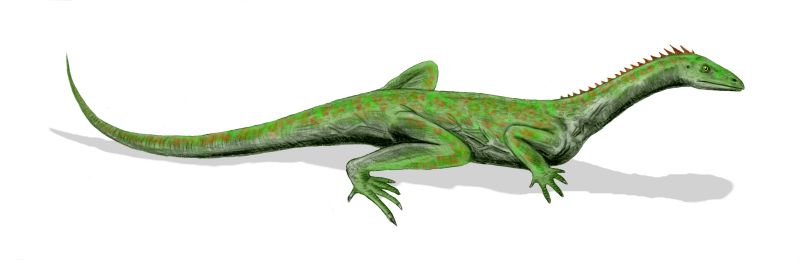
Macronemus
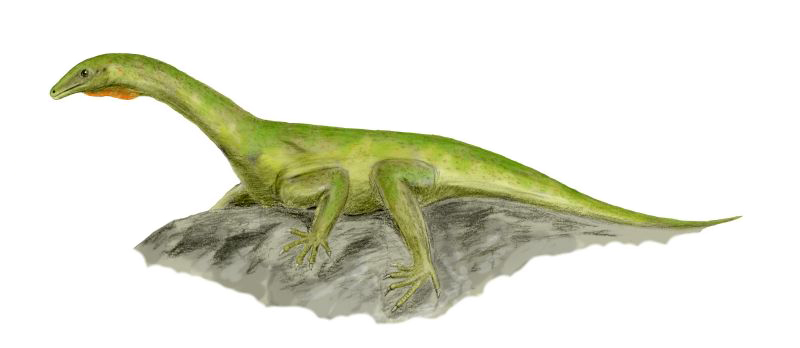
Protorosaurus
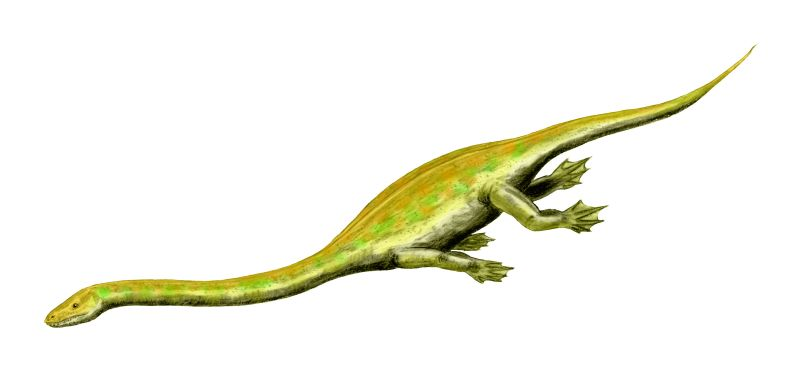
Dinocephalosaurus
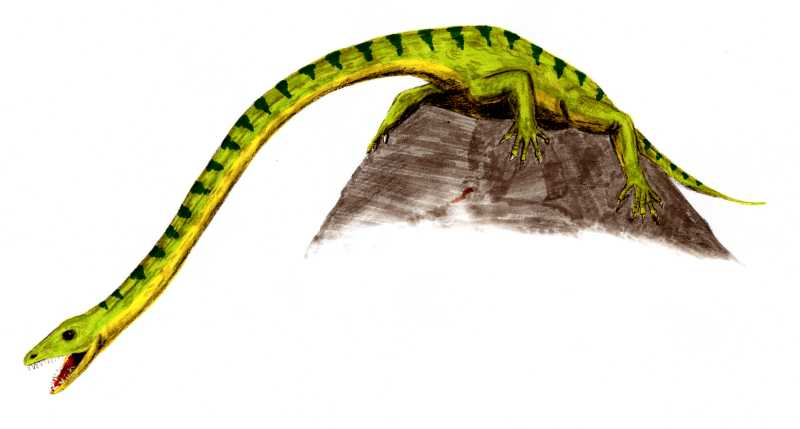
Tanystropheus